# Каспер Хег
Каспер Ваартс Тенза Хег (дан. Kasper Waarts Thenza Høgh, нар. 6 грудня 2000, Раннерс, Данія) — данський футболіст, нападник норвезького клубу «Буде-Глімт».

## Ігрова кар'єра

### Клубна
Каспер Хег є вихованцем футбольного клубу «Раннерс». У грудні 2017 року футболіст підписав з клубом контракт до 2020 року. 4 квітня 2018 року Хег вперше був внесений в заявку «Раннерса» в кубковому матчі проти «Сількеборга». Дебютну гру в основі Хег провів 15 квітня 2018 року, коли вийшов на заміну у матчі чемпіонату країни проти «Оденсе».
З наступного сезону нападник став все частіше залучатися до основного складу «Раннерса». В березні 2019 року Хег підписав з клубом новий довготривалий контракт. Після перенсеної травми в липні 2020 року Хег відбув в оренду до кінця сезону в ісландський «Валюр».
Першу половину сезону 2021/22 Хег провів в клубі Першого дивізіону «Хобро». Та вже в січні 2022 року футболіст повернувся до Суперліги, приєднавшись до клубу «Ольборг», з яким підписав контракт до червня 2026 року.
В січні 2023 року Хег відбув в оренду до кінця сезону у клуб норвезького вищого дивізіону «Стабек». Влітку 2023 року норвезький клуб скоритсався опцією і викупив контракт футболіста, уклавши з ним повноцінну угоду до кінця 2025 року.
В жовтні 2023 року Хег підписав контракт з «Буде-Глімт», який набував чинності в січні 2024 року.

### Збірна
В період з 2017 по 2019 роки Каспер Хег виступав за юнацькі збірні Данії.

## Титули
Раннерс
 Переможець Кубка Данії: 2020/21
Буде-Глімт
 Чемпіон Норвегії: 2024